# Noemí Morral i Palacín
Noemí Morral i Palacín és poeta i escriptora en llengua catalana, il·lustradora i rapsoda.

## Biografia
Llicenciada en economia per la Universitat Pompeu Fabra i Doctora per la Universitat de Girona. Va treballar en l'àmbit de l'economia fins que la mort del seu marit, el 2014, va fer que es replantegés la vida i recuperés la seva vocació artística. Va fer una estada de vuit mesos a Essaouira (Marroc) on va escriure i dibuixar el seu primer poemari Finestra poètica a Essaouira, Posteriorment es va instal·lar al barri de la Barceloneta, a Barcelona, on va crear el segon llibre, Tornar. També ha publicat Camí de cavalls, sobre l'antic camí de circumval·lació de Menorca, un llibre “esporgat de brossa i adherències, escrit amb cura d'estilista i ple de llum i alegria”, i Portes endins un dietari amb 59 vinyetes poètiques dels dies del confinament de la primavera del 2020. La seva obra poètica combina poemes i dibuixos aparellats. Sobre la seva obra s'ha escrit que és "una poesia que cerca la senzillesa en la dicció, en general de formes breus, que evita retòriques innecessàries i opta per la paraula despullada, sovint com un to de veu a cau d'orella” Ha estat traduïda al francès i a l'anglès. El 2024 va publicar el conjunt de relats Una mort i trenta tres vides (31è Premi de Narrativa Vila de l'Ametlla de Mar)
A més d'il·lustrar els seus propis poemes, ha col·laborat en altres llibres i revistes i ha participat en diverses exposicions individualment i amb el col·lectiu d'artistes Dones tocades per la lluna.  És cofundadora de la Companyia Mil Futurs, amb la qual ha produït i interpretat diversos espectacles basats en els seus tres primers llibres, en els que s'entrellacen la poesia, la música i la imatge i l’obra Anna, basada en la vida i obra d’Anna Dodas i Noguer, amb motiu del 60è aniversari del naixement de la poeta osonenca.

## Obra literària

### Poesia
- Finestra poètica a Essaouira. Edicions de l'Albí, 2016. ISBN 9788415269465
- Tornar. Voliana Edicions, 2018. ISBN 9788494751165
- Camí de cavalls. Voliana Edicions, 2019. ISBN 9788494977985
- Portes endins. Editorial La Gamberra, 2021. ISBN 9788412286236

### Narrativa
- Una mort i trenta-tres vides. Pagès Editors, 2024. ISBN 9788413035208

### Col·laboracions
- Passió pel conte. Voliana Edicions, 2018. ISBN 9788494823831. Amb el relat Savassona Connection
- La terra sagna. L'1 d'octubre dels poetes. Edicions de l'Albí, 2018. ISBN 978-84-15269-62-5
- La vergüenza de Europa. Diarios desde el campo de concentración de Quíos. La Vorágine, 2020. ISBN 9788412029291. Il·lustracions de la vida al camp de refugiats de Quíos
- Poetes amb ànima. Voliana Edicions, 2024. ISBN 9788412824360

## Premis
- II Concurs de Videopoemes de Sant Jordi (primer premi) (2021)[16]

- 31è Premi de Narrativa Vila de l'Ametlla de Mar per Una mort i trenta-tres vides. (2023)[17]

- IV Certamen Literari Neus Català per la narració L’Efecte Papallona (2024)[18]